# UD트럭 퀘스터
UD트럭 퀘스터(영어: UD Truck Quester, 일본어: UD・クエスター)은 일본 UD 트럭사가 생산하는 대형 트럭으로 2013년에 출시되었다.

## 개요
2013년 8월 26일에 태국 방콕에서 발표했고 같은 해 11월에 도쿄 모터쇼에서 최초로 공개했다. 같은 해 12월에 중국에서 생산을 시작했다. 2015년 3월에 남아시아 국가 최초로 스리랑카에 생산을 시작했다. 2016년 7월에 중동 국가에 생산을 시작했다.

## 라인업
- CKE (4x2): 21톤
- CDE (6x2/2): 31톤
- CWE (6x4): 34톤
- CGE (8x4): 41톤
- CQE (8x2/2): 41톤
- GKE (4x2): 21톤
- GDE (6x2/2): 31톤
- GWE (6x4): 34톤

## 같이 보기
- UD트럭
- 닛산 디젤 큐온
- UD트럭 쿠제
- UD트럭 크로너
- UD트럭 카제트
- UD트럭 SLF
- 볼보
- 볼보트럭